# Königsseeschwalbe
Die Königsseeschwalbe (Thalasseus maximus, Syn.: Sterna maxima) ist eine Vogelart aus der Unterfamilie der Seeschwalben (Sterninae).

## Merkmale

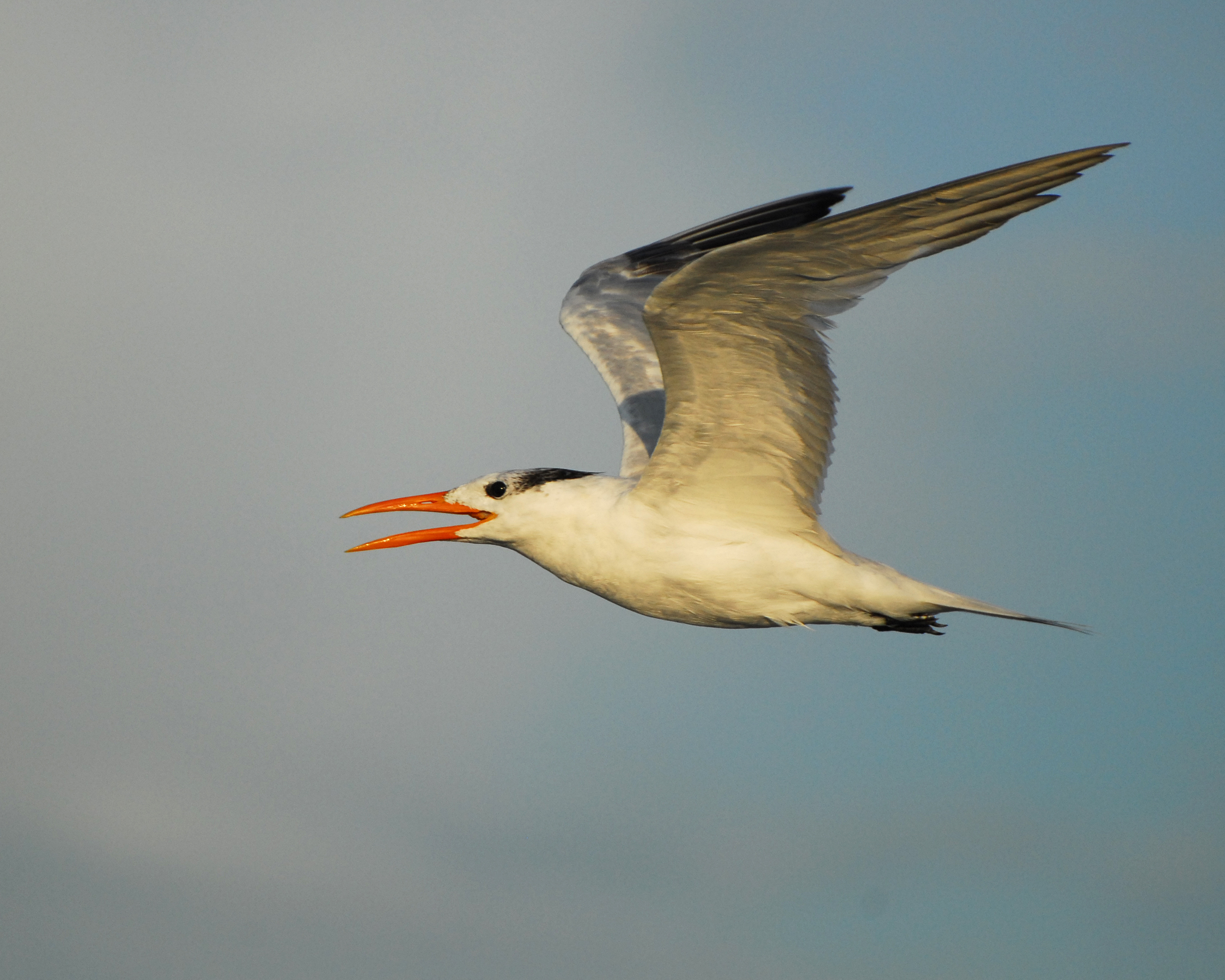
Königsseeschwalbe im Flug

Die Königsseeschwalbe ist mit einer Körperlänge von 42 bis 49 Zentimetern fast ebenso groß wie die Raubseeschwalbe (Sterna caspia), hat aber im Brutkleid einen orangegelben Schnabel und eine deutlicher ausgeprägte Haube. Im Ruhekleid hat sie eine weiße Stirn. Der Schwanz ist immer tief gegabelt. Die oberen Decken der Armschwingen sind kontrastreicher gezeichnet als die der Rüppellseeschwalbe (Thalasseus bengalensis). Die Unterseite der Handschwingen ist heller, der Schwanz länger als bei der Raubseeschwalbe.

## Verbreitung

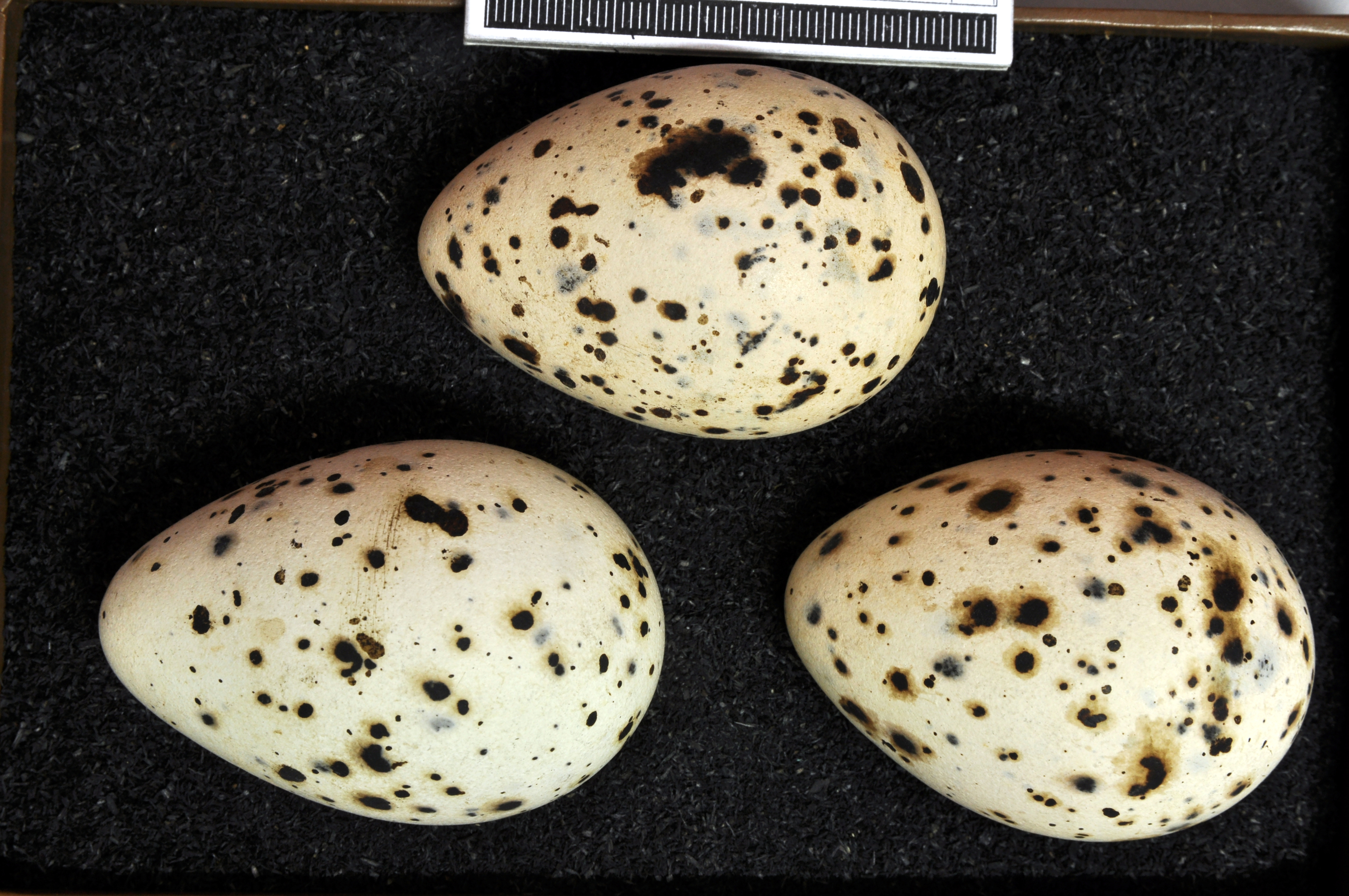
Gelege, Sammlung Museum Wiesbaden

Die Königsseeschwalbe brütet hauptsächlich in Amerika, im Ostatlantik brütet sie nur an der Küste Nord-Mauretaniens. Sie zieht nordwärts bis Tanger, in Europa treten sie nur als sehr seltene Irrgäste, vermutlich nordamerikanischer Herkunft, auf.

## Unterarten
Es sind zwei Unterarten beschrieben worden, die sich vor allem in ihrer Färbung und ihrem Verbreitungsgebiet unterscheiden:
- Thalasseus maximus maximus (Boddaert, 1783)
- Thalasseus maximus albididorsalis (Hartert, 1921). Die Oberseite und Flügeldecken sind etwas weißlicher als bei der Nominatform.[1]

## Literatur

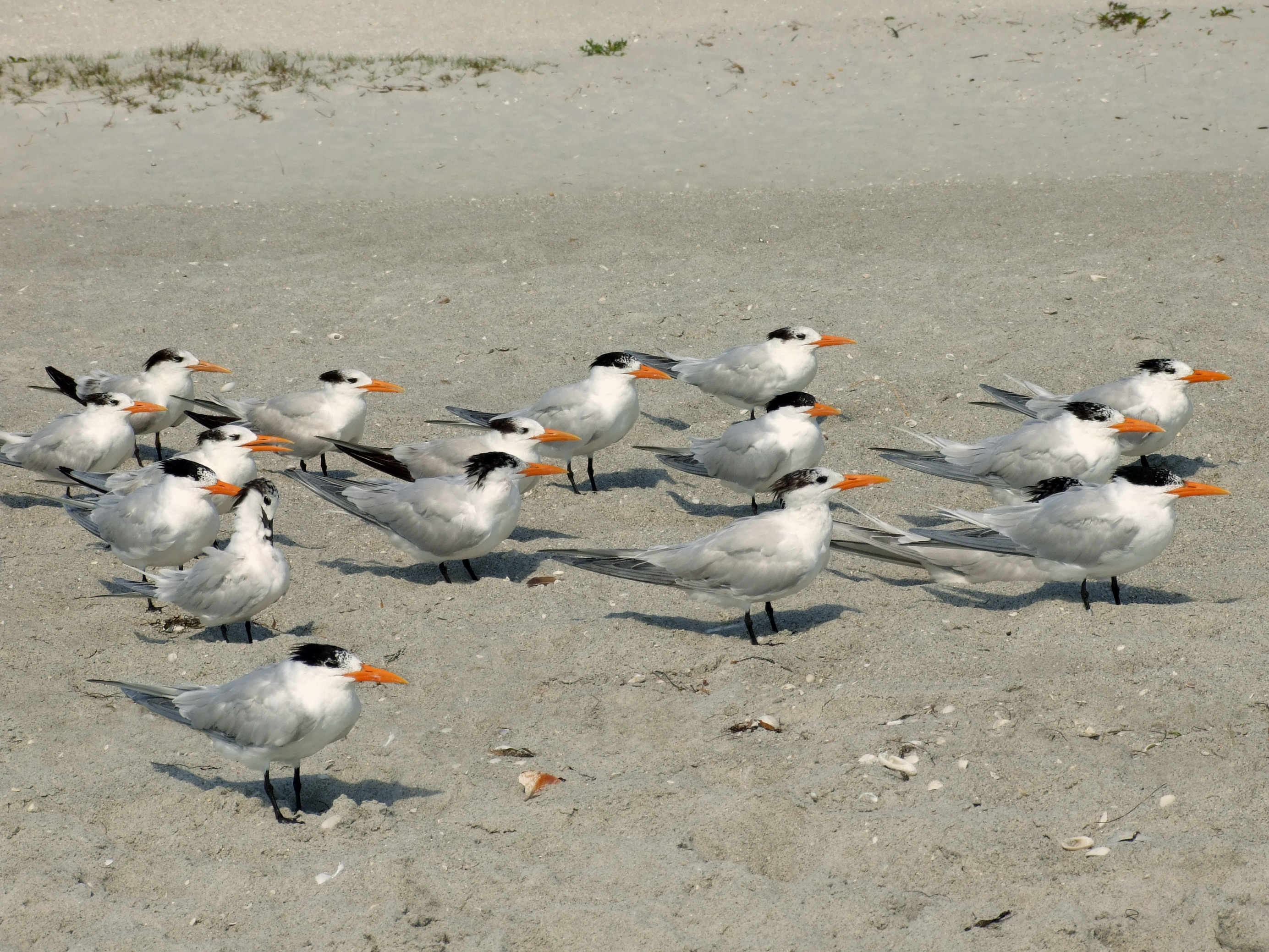
Königsseeschwalben in der Gruppe